# Станевский, Юзеф Максимилиан
Ю́зеф Максимилиан Стане́вский (пол. Józef Maksymilian Staniewski; 1795 — 29 ноября 1871) — российский католический деятель, монах из ордена доминиканцев, Апостольский администратор Могилёвской митрополии в 1863—1871 годах.

## Биография
Родился в городе Россиены (современный литовский Расейняй) в дворянской семье. В 1812 году, сразу после окончания школы, вступил в орден доминиканцев. 31 мая 1818 года в Могилёве рукоположен в священники. С 1820 года служил настоятелем монастыря доминиканцев при церкви Святой Екатерины в Санкт-Петербурге, которую окормляли доминиканские священники. В 1858 году митрополит Могилёва Вацлав Жилиньский представил его кандидатуру на пост викарного епископа Могилёвской архиепархии.
27 сентября 1858 году назначен викарным епископом, и как все викарные епископы стал титулярным епископом, с титулом епископа Платеи. Епископская хиротония состоялась 20 февраля 1859 года.
В 1863 году скончался архиепископ-митрополит Могилёва Вацлав Жилиньский, после чего император Александр II назначил Юзефа Станевского администратором митрополии, то есть временным её главой. Отношения между Россией и Святым Престолом в это время резко ухудшились из-за Польского восстания 1863—1864 года и последовавшего вслед за ним разрыва конкордата между Россией и Святым Престолом. Российское правительство неоднократно предлагало кандидатуру Станевского на пост нового митрополита, однако папа Пий IX не соглашался с этим выбором, не без основания полагая Станевского человеком, во всём послушным российскому двору.
На посту апостольского администратора Станевский в точности исполнял все приказы и пожелания российского правительства, даже не пытаясь отстаивать интересы католиков России. Он председательствовал в Римско-католической духовной коллегии, которая стала в этот период фактически руководящим органом Католической церкви в России, несмотря на прямое осуждение этой ситуации папой Пием IX. По указанию императорского двора после подавления восстания закрыл и передал Православной церкви множество католических храмов на территории современных Польши, Белоруссии и Литвы, активно поддерживал русификацию этих регионов и не препятствовал жёстким антикатолическим мерам, предпринятым в отношении католиков западных регионов Российской империи.
Умер 29 ноября 1871 года в Санкт-Петербурге. Похоронен в крипте храма Посещения пресвятой девой Марией Елизаветы, расположенного на территории Выборгского римско-католического кладбища в Санкт-Петербурге.